# Лиманский Второй сельский совет (Харьковская область)
Лиманский Второй сельский совет — входит в состав 
Двуречанского района Харьковской области
Украины.
Административный центр сельского совета находится в 
селе Лиман Второй.

## История
- 1943 — дата образования.

## Населённые пункты совета
- село Лиман Второй

### Ликвидированные населённые пункты
- село Орловка